# Alberto del Monte
Alberto del Monte (Nápoles, 1924 - Milán, 1975), hispanista italiano.  

## Biografía
Se doctoró en filología románica en 1946 con una tesis sobre «La poesia popolare nella coscienza di Dante» (Bari, 1946). En 1950 comenzó a enseñar en el Instituto Oriental de Nápoles. Desde 1954 a 1962 fue profesor de Filología Románica en la Universidad de Cagliari y entre 1962 y 1970 impartió Lengua y literatura española en la Universidad de Milán, siendo desde 1970 hasta su muerte docente de Filología románica en el Ateneo de esa misma ciudad. En 1962 publicó una Breve storia del romanzo poliziesco traducida ese mismo año al español, con lo que indicaba la gran variedad que abarcaban sus intereses como investigador. Aportó en el campo de la hispanística una visión nueva sobre el género de la novela picaresca en su Itinerario del romanzo picaresco spagnolo (1957), traducido al español con una bibliografía renovada como Itinerario de la novela picaresca (Barcelona, 1971). Siguió a este metódico estudio su antología Narratori picareschi spagnoli del Cinque e Seicento (Milano, 1965), que incluía su propia traducción al italiano del Lazarillo de Tormes.

## Obras

### A su cuidado
- Studi sulla poesia ermetica medievale, Napoli, Giannini, 1953
- Il romanzo picaresco, Napoli, ESI, 1957
- Storia della letteratura provenzale moderna, Milano, Nuova Accademia, 1958
- Dante Alighieri, Opere minori, Milano, Rizzoli, 1960
- Breve storia del romanzo poliziesco, Bari, Laterza, 1962
- I conti di antichi cavalieri, Bologna, Palmaverde, 1963
- Narratori picareschi spagnoli del Cinque e Seicento, Milano, Vallardi, 1965
- Pietro Alfonsi, Sentenze ed esempi, Firenze, La Nuova Italia, 1967

### Ensayos
- Temi interpretativi della poesia del Belli, 1949
- Tristiano, Napoli, Libreria Scientifica Editrice, 1952
- Retorica, stilistica, versificazione: introduzione allo studio della letteratura, Torino, Loescher, 1955
- Itinerario del romanzo picaresco spagnolo, Firenze, Sansoni, 1957
- Le origini, Palermo, Palumbo, 1958
- Piccola guida dantesca, Torino, Loescher, 1968
- La sera nello specchio, Milano-Varese, Istituto editoriale cisalpino, 1971

### Traducciones
- Peire d'Alvernha, Liriche, Torino, Loescher, 1955 (anche curatela)